# 岩城常隆
岩城 常隆（いわき つねたか）は、安土桃山時代の武将・大名。岩城氏17代当主。

## 生涯
父・岩城親隆が病に倒れ人事不省となると、母・桂樹院及びその兄・佐竹義重が後見人となり、岩城氏の実権は佐竹氏に握られることになった。天正6年（1578年）に常隆が当主になるが、佐竹氏の家中に対する影響力は変わらなかった。
常隆は伊達氏の縁戚であるため当初は伊達氏に融和的な態度をとったが、天正7年（1579年）、伊達輝宗が子・政宗の正室に岩城氏と対立する田村氏の愛姫（田村清顕の娘）を迎えると、岩城氏は再び佐竹氏寄りとなる。天正11年（1583年）、佐竹義重や田村清顕と共に、伊達輝宗と相馬義胤との調停を周旋し、相馬方から丸森城を伊達方に返却させ和睦させている。天正12年（1584年）、伊達政宗が家督を継ぎ積極的な勢力拡大策を採ると、蘆名義広や佐竹義重らと共に、常隆もしばしば伊達氏と相対している。
天正13年（1586年）の人取橋の戦いでは佐竹氏側で参戦し、家臣・窪田十郎が伊達氏の重臣鬼庭良直を討ち取った。翌天正14年（1587年）、伊達政宗が二本松義綱の籠る二本松城を攻めると、籠城の指揮を執る新城盛継からの要請を受け佐竹義重と共に援軍を派遣している。天正16年（1588年）の郡山合戦の際も、蘆名義広や佐竹義重らと共に出陣し伊達方と対峙するが、相馬義胤が田村氏領の併合を意図して三春城入城を強行しようとすると、かねてから田村氏と所領争い中であった常隆はこれに反発して中立に転じた。後に蘆名氏らに同調していた最上義光が撤退を開始すると、石川昭光と共に調停を行い、蘆名方を撤退させた。天正17年（1589年）にも伊達氏や田村氏領への侵攻の動きを見せるが、政宗は常隆を迎え討ちに行く途中で蘆名家臣の離反を知って方向を転換、摺上原の戦いに勝利し蘆名氏を滅ぼすと石川氏は伊達氏に臣従し、岩城氏も和睦した。
天正18年（1590年）、豊臣秀吉の小田原征伐に参陣することで所領を安堵されたが、まもなく病に倒れ、相模国高座郡座間郷星ノ谷で死去し近くの心岩寺（座間市）に葬られた。享年24。江戸時代の初め、追善供養のために五輪塔が寺内に建てられ、現存している。
常隆には政隆という実子がいたが、幼少であったことや、豊臣政権の都合により、佐竹義重の三男・貞隆が養嗣子として岩城氏を継承、政隆は岩城領を追われて祖父の実家である伊達氏に逃れた。
政隆は後に伊達姓に復して仙台藩一門（岩谷堂伊達家）となった。また、その子孫の一人・隆恭が後に岩城氏に入嗣して亀田藩主になっている。岩谷堂伊達家は明治期に岩城姓に復姓した。